# Festival de Cine Asturiano
El Festival de Cine Asturiano (más conocido como Festival de Cine Asturianu) fue un festival internacional de cine que nació en conmemoración del Centenario del Cine Asturiano. Se celebraron nueve ediciones entre Asturias y Madrid entre los años 2005 y el 2015.

## Historia
El escritor, profesor y director de cine Xaviel Vilareyo, junto con un grupo de personas, comienza la andadura del festival en el año 2005 con motivo de la conmemoración del Centenario del cine asturiano: la primera película asturiana reconocida data del año 1905. Se trata de "El robo de fruta" de Javier Sánchez Manteola. La película fue rodada en Gijón y estrenada en esa misma ciudad durante ese añoren el antiguo cine Salón Luminoso.
Se desarrollaron nueve ediciones entre Madrid y Asturias, en las que el festival fue creciendo y se volvió internacional. Proyecciones, charlas y coloquios configuran el festival, junto con la gala de entrega de premios celebrada en el Ateneo de Madrid.
El festival surgió con la intención de dar visibilidad a largometrajes, cortometrajes, mediometrajes y documentales en lengua asturiana, así como obras hechas por realizadores asturianos o rodadas básicamente en Asturias o en territorios de lengua asturiana en cualquier idioma y en cualquier año de realización
La última edición del festival incluía una sección dedicada al videoarte
Pero el fallecimiento de su director y principal artífice en el año 2015 deja parado el proceso ya iniciado de la décima edición del festival, que no llega a realizarse, quedándose parado desde entonces.

## Premios
- Primer Premiu al Meyor Curtiumetraxe
- Segundu Premiu al Meyor Curtiumetraxe
- Tercer Premiu al Meyor Curtiumetraxe
- Cuartu Premiu al Meyor Curtiumetraxe
- Quintu Premiu al Meyor Curtiumetraxe
- Premiu a la Meyor Película
- Premiu al Meyor Actor
- Premiu a la Meyor Actriz
- Premiu al Meyor Guion
- Premiu a la Meyor Fotografía
- Premiu al Meyor Videoarte
- Premiu d'Honor del Cine Asturianu[6]

A lo largo de su historia, el festival premió trabajos de personalidades del cine como Asunción Balaguer, Sergio G. Sánchez, Paul Narschy, Teresa Marcos, Santos Hevia, Carmen Rico, Eva Lesmes, Pablo de María, Alberto Rodríguez, Luis Argeo, Lola Herrera, Antonio Resines, Pedro Touceda, Belén Rueda, Gonzalo de Castro, José Antonio Bayona, Tom Fernández, Iñaki Ibisate, José Antonio Quirós, Ígor Iglesias y Eva Gallego entre otros

### Premios de Honor
Los Premios d'Honor del Festival en sus distintas ediciones, fueron para Gil Parrondo, Mary Paz Pondal, Juan Gona, Gonzalo Suárez, Lilián de Celis, Juan José Otegui y Carlos Blanco. El último Premiu d’Honor del 9u Festival de Cine Asturianu en 2014 lo recibió el director y guionista Javier Maqua (Madrid, 1945), vinculado familiarmente con Avilés, realizador de series de televisión como Vivir cada día y de películas como Tu estás loco Briones (1980), Chevrolet (1991), Carne de gallina (2002) y como Apuntarse a un bombardeo (2003).

## Curiosidades
El logotipo del festival lo conformaban cuatro manzanas, en homenaje a la película El robo de fruta de Javier Sánchez Manteola (1905). 
En ella también se inspiraban los Fruteros de Cristal, los trofeos que recibían las personas galardonadas en una gala que se celebraba anualmente.